# پترلی
latitudeپترلیlongitudeپترلی
پترلی (به انگلیسی: Peterlee) یک شهرک در بریتانیا است که در انگلستان واقع شده‌است.

## خصوصیات
پترلی ۳۰٬۰۹۳ نفر جمعیت دارد.

## خواهرخوانده
شهر نوردنهایم خواهرخواندهٔ پترلی هست.